# فهرست جایزه‌ها و نامزدی‌های سریال فرار از زندان
آن‌چه در پی می‌آید فهرست نامزدی‌ها و جوایز دریافت شده سریال فرار از زندان می‌باشد.

## جوایز ALMA
| سال  | رده                                       | دریافت‌کننده          | نتیجه    |
| ---- | ----------------------------------------- | -------------------- | -------- |
| ۲۰۰۶ | بهترین کارگردان سریال‌های درام یا کمدی     | خسوس سالوادور تلوینو | برنده    |
| ۲۰۰۶ | بهترین بازیگر مرد مکمل سریال‌های تلویزیونی | آمائوری نولاسکو      | نامزدشده |
| ۲۰۰۸ | بهترین بازیگر مرد مکمل سریال‌های تلویزیونی | آمائوری نولاسکو      | نامزدشده |

## جوایز Eddie
جوایز Eddie به بهترین تدوینگران سینمای آمریکا تعلق می‌گیرد.
| سال  | رده                            | دریافت کننده                | نتیجه    |
| ---- | ------------------------------ | --------------------------- | -------- |
| ۲۰۰۶ | بهترین تدوین سریال‌های یک ساعته | مارک هلفریش (برای قسمت اول) | نامزدشده |

## جوایز امی
| سال  | رده                         | دریافت‌کننده | نتیجه    |
| ---- | --------------------------- | ----------- | -------- |
| ۲۰۰۶ | بهترین موسیقی سریال‌های درام | رامین جوادی | نامزدشده |

## جوایز گلدن گلوب
| سال  | رده                             | دریافت‌کننده | نتیجه    |
| ---- | ------------------------------- | ----------- | -------- |
| ۲۰۰۵ | بهترین بازیگر مرد سریال‌های درام | ونتورث میلر | نامزدشده |
| ۲۰۰۵ | بهتری سریال درام                |             | نامزدشده |

## جوایز Golden Reel
این جایزه به تدوینگران موسیقی و تصویر اعطا می‌شود.
| سال  | رده                         | دریافت‌کننده(ها) | نتیجه    |
| ---- | --------------------------- | --- | -------- |
| ۲۰۰۷ | بهترین تدوین موسیقی و تصویر | دیوید کلوتز (برای اپیزود "Disconnect") | نامزدشده |
| ۲۰۰۷ | بهترین تدوین افکت‌های آوایی  | Gregory M. Gerlich, Casey J. Crabtree, Michael Crabtree, Dan Yale, Brian Risner, William Jacobs, Stuart Calderon, Andy Kopetzky, and Jerry Edemann (برای "Disconnect") | نامزدشده |

## جوایز ماهواره‌ای
| سال  | رده                   | دریافت‌کننده | نتیجه    |
| ---- | --------------------- | ----------- | -------- |
| ۲۰۰۶ | بهترین بازیگر مرد مکل | رابرت نپر   | نامزدشده |

## جوایز Saturn
-|

| سال  | رده                                  | دریافت‌کننده | نتیجه    |
| ---- | ------------------------------------ | ----------- | -------- |
| ۲۰۰۵ | بهترین سریال تلویزیونی               |             | نامزدشده |
| ۲۰۰۵ | بهترین بازیگر مرد سریال‌های تلویزیونی | ونتورث میلر | نامزدشده |

## جوایز Screen Actors Guild
| سال  | رده                                | دریافت‌کننده | نتیجه    |
| ---- | ---------------------------------- | ----------- | -------- |
| ۲۰۰۸ | بهترین بازیگران سریال‌های تلویزیونی |             | نامزدشده |

## جوایز منتقدین تلویزیونی
| سال  | رده           | دریافت‌کننده | نتیجه    |
| ---- | ------------- | ----------- | -------- |
| ۲۰۰۶ | بهترین برنامه |             | نامزدشده |